# Johan Gabriel Werwing
Johan Gabriel Werwing, född i slutet av 1670-talet, död 27 november 1715 i Paris, var en svensk poet, översättare och diplomat.

## Biografi
Johan Gabriel Werwing var son till Jonas Werwing och Sara Brodina, dotterdotter till Erik Gabrielsson Emporagrius. Han blev 1696 kanslist i kungliga kansliet i Stockholm, men från 1705 vistades han mestadels utomlands, då han tillträdde en tjänst som legationssekreterare vid hovet i Hannover. 1714 blev han legationssekreterare i Paris och där han dog i tyfus 1715. Werwing förblev ogift.

## Författarskap
Sitt författarskap bedrev Werwing som förströelse och tidsfördriv. Han skrev vers på svenska, franska, italienska, spanska och tyska. Åtskilliga av hans stycken skrevs för att tonsättas, exempelvis: Nyårsönskan till Kongl. huset 1702 och Aria öfver Konung Carl XII:s victorier. Även om Werwing var en amatördiktare så var hans vers klar, enkel och lättflytande. Han diktade all slags lyrik, från psalmer och patriotiska sånger till dryckesvisor och lättsinniga pièces fugitives. Han översatte också utländska arbeten. Fullständiga manuskript av hans dikter finns i Uppsala universitetsbibliotek och i Kungliga Biblioteket.
En av Werwings mer kända dikter heter Över berömsjuka och lyder:
Ett gift för vårt förnuft är falskt beröm och heder,
ack, säll och trefalt säll den smickertal ej tror,
att hålla av sig själv, att själv sig skatta stor,
på gruvlig villa städs förleder.
Ack, egenkärlek är ett allt för tokot fel,
varav vi ha likväl mest alla fått vår del,
och som oss ofta fall bereder.
Ehuru hög och rik man nånsin vara månd,
ehuru slätt man må om våra skrifter tycka,
dock fanns här ingen än förnöjder med sin lycka,
ell' oförnöjd med sitt förstånd.

### Samlade och valda verk
- Samlade vitterhetsarbeten af svenska författare från Stjernhjelm till Dalin. 4. P. Lagerlöf, E. Lindschöld, Edmund, Nils och Carl Gripenhjelm, J. G. Werwing och J. T. Geisler. 1866. sid. 307-330. Libris 600765. https://runeberg.org/svsf/4/0313.html
- Sofia Elisabeth Brenner : Israel Holmström : Johan Gabriel Werwing. Svenska skalder i urval för skola och hem af A. Sterner ; 6. Stockholm: Geber. 1900. Libris 1663882
- Samlade dikter / utgivna av Bernt Olsson och Barbro Nilsson. Svenska författare. Ny serie, 1100-729X ; 1. Stockholm: Svenska vitterhetssamf. (SVS). 1989. Libris 7626813. ISBN 91-7230-036-1. http://litteraturbanken.se/#!/forfattare/WervingJG/titlar/SamladeDikter/info

### Översättning
- Joaquim Setanti: Gnistor af then spanske riddarens don Joachin Setantis hwariehanda infällen. Thet är: åthskillige sententier och lärespråk, samt en wäns råd, författat uti nyttige dygde-reglor til underwijsning uti thet allmänna lefwernet (Stockholm, 1703)